# کاری تارا
کاری تارا (انگلیسی: Kari Traa؛ زادهٔ ۲۸ ژانویه ۱۹۷۴) اسکی‌باز نمایشی اهل نروژ است.
وی در مسابقات کشوری و بین‌المللی در مجموع برندهٔ ۵ مدال طلا، ۴ مدال نقره، ۱ مدال برنز شده‌است.